# Mirjana Šegrt
Mirjana Šegrt (* 13. April 1950 in Dubrovnik) ist eine ehemalige jugoslawische Schwimmerin mit kroatischer Nationalität. Bei den Schwimmeuropameisterschaften 1970 gewann sie drei Silbermedaillen.

## Karriere
Die 1,71 m große Mirjana Šegrt erreichte im August 1968 in Bratislava mit 2:10,2 min einen Europarekord über 200 Meter Freistil. Bei den Olympischen Spielen in Mexiko-Stadt schwamm die jugoslawische 4-mal-100-Meter-Lagenstaffel mit Zdenka Gašparac, Đurđica Bjedov, Mirjana Šegrt und Ana Boban die elftbeste Zeit der Vorläufe, wurde aber disqualifiziert. Am Tag nach der Staffelentscheidung fanden die Vorläufe über 100 Meter Freistil statt. Mirjana Šegrt schwamm in den Vorläufen die 14. Zeit, im Halbfinale war sie Siebtschnellste und diesen Platz erreichte sie auch im Endlauf. Zwei Tage später schwamm sie in den Vorläufen über 200 Meter Freistil die fünftbeste Zeit und wiederholte diesen Platz auch im Finale, damit war sie hinter Gabriele Wetzko aus der DDR zweitschnellste Europäerin.
Zwei Jahre nach den Olympischen Spielen fand in Turin die Universiade 1970 statt. Mirjana Šegrt siegte über 100 Meter Freistil. Über 100 Meter Schmetterling schlugen Šegrt und Lynn Colella aus den Vereinigten Staaten zeitgleich an und erhielten beide eine Goldmedaille. Außerdem gewann sie Silber mit der jugoslawischen 4-100-Meter-Freistilstaffel und Bronze mit der 4-mal-100-Meter-Lagenstaffel. Aus der jugoslawischen Lagenstaffel von Mexiko-Stadt waren Đurđica Bjedov und Ana Boban bei beiden Staffelmedaillen in Turin ebenfalls dabei.
Im Anschluss an die Universiade fanden in Barcelona die Europameisterschaften statt. Über 100 Meter Freistil und über 200 Meter Freistil siegte jeweils Gabriele Wetzko vor Mirjana Šegrt. Über 200 Meter Schmetterling gewann Helga Lindner aus der DDR mit über vier Sekunden Vorsprung vor Šegrt. Über 100 Meter Schmetterling wurde Šegrt Vierte mit einer Zehntelsekunde Rückstand auf die Drittplatzierte.
Mirjana Šegrt schwamm zunächst für Jug Dubrovnik und später für Partizan Belgrad.